# Усть-Пожег (Коми)
Усть-Пожег — посёлок в Сыктывдинском районе Республики Коми в составе сельского поселения Слудка.

## География
Расположена на левобережье Вычегды в устье реки Пожег на расстоянии примерно 47 км по прямой от районного центра села Выльгорт на северо-восток.

## История
Известен с 1939 года как Сторожевая будка Устье Пожега.

## Население
Постоянное население составляло 238 человек (русские 48 %, коми 44 %) в 2002 году, 123 — в 2010.